# Pingquan
Pingquan (en chino, 平泉; pinyin, Píngquán (escuchar)ⓘ) es un municipio   bajo la administración directa de la ciudad-prefectura de Chengde. Se ubica en la provincia de Hebei, este de la República Popular China. Su área es de 3294 km² y su población total para 2010 superó los 440 mil habitantes. 

## Administración
Desde julio de 2020, el Municipio Pingquan se divide en 19 pueblos que se administran en 15 poblados y 4 villas.

## Toponimia
El topónimo Pingquan [/Ping-Chuán/] se compone de los sinogramas Ping (plano) y Quan (manantial). En el año 16 del reinado del emperador Kangxi, el emperador fue a cazar aquí y vio manantiales brotando, elogió este lugar como una "tierra sagrada de manantiales (Quan) que brotan del suelo plano (Ping)" .